# 화씨

화씨 온도를 사용하는 나라.
화씨와 섭씨를 둘 다 사용하는 나라.
섭씨 온도를 사용하는 나라.

화씨 온도(華氏溫度, 영어: Fahrenheit)는 독일의 다니엘 가브리엘 파렌하이트(Daniel Gabriel Fahrenheit)의 이름을 딴 온도 단위이며, 기호로는 °F를 쓴다. 물이 어는 온도는 32도(섭씨 0도)이며, 물이 끓는 온도는 212도(섭씨 100도)이므로, 이 사이의 온도는 180등분된다.
과거에는 영국과 미국의 영향으로 영어권의 여러 나라에서 널리 쓰였고, 이 때문에 “English Unit”이라고 표현하기도 한다. 그러나 현재 영국, 캐나다 등 대부분의 영어권 국가에서도 미터법을 채택하면서 섭씨로 바꾸었고, 미국을 비롯한 극소수의 국가에서만 여전히 공식적인 단위로 사용하고 있다. 화씨(華氏)란 이름은 독일 인명인 파렌하이트(Fahrenheit)의 중국 음역어 ‘화륜해특’(중국어: 華倫海特, 병음: Huálúnhǎitè 화룬하이터[*])에서 유래한다. 화씨 100 °F는 섭씨 37.8 °C로 인간의 체온과 비슷하다.

## 변환식
- 섭씨 온도와의 변환식: [°F] = [°C]×9/5+32, [°C] = ([°F]−32)×5/9
- 켈빈 온도와의 변환식: [°F] = ([K]−273.15)×9/5+32, [K] = 5/9×([°F]−32)+273.15

## 역사
1708년 파렌하이트는 첫 온도 단위 중 하나를 개발한 덴마크의 과학자 올레 뢰머를 만나게 된다. 당시 뢰머가 사용하던 단위는 물의 끓는점을 60도로 정의한 온도 체계였다. 하지만 이 온도 체계에서 0도에 대한 기준은 임의적이었다. 뢰머는 날씨에 음수가 사용되는 것을 원하지 않아 물의 어는점을 0도로 정의하지는 않았다. 대신 그는 물의 어는점을 7.5도로 정의하고, 사람의 체온을 22.5도로 정의하였다. 파렌하이트가 그의 친구 헤르만 부르하베에게 보낸 편지에 따르면 그는 뢰머의 온도 체계에서 분수를 없애기 위해 각 온도에 4를 곱하여 사용하였다. 즉, 물의 어는점을 30 °F , 체온을 90 °F 이라고 정의하였다. 1724년 영국 왕립 협회에서 파렌하이트는 자신이 새로 정의한 온도 체계를 발표하게 된다. 이때 얼음과 물, 염화 암모늄을 1:1:1의 비로 섞은 후 그 온도를 측정하여 0 °F (−17.78 °C)라고 정의하였다. 독일에서 전해져 내려오는 이야기에 따르면 발트해 연안의 도시 단치히의 1708/09 겨울의 기온을 측정하여 0 °F라고 두었지만 영국 왕립 협회에서 발표할 때 신빙성을 위해 이 내용을 급하게 지어냈다고 한다. 새로운 온도 체계를 사용하여 온도계를 제작하는 데에 고민이 생긴 파렌하이트는 물의 어는점을 32 °F, 체온을 96 °F로 정의하면 그 사이 간격이 2의 6제곱인 64 °F로 이등분만을 이용하여 온도계를 제작할 수 있음을 깨달았다). 이 온도 체계를 사용하여 파렌하이트는 물의 끓는점이 212 °F 라고 측정하였다. 후에 다른 과학자들은 정밀한 측정을 통하여 물의 어는점을 32 °F, 물의 끓는점을 212 °F가 되도록 재정의하였다.
이 과정에서 사람의 체온은 약 98 °F로 측정되었다.

## 유니코드 문자
유니코드는 화씨 기호의 대응 기호로 U+2109 ℉ degree fahrenheit를 제공한다. 그러나 이는 레거시 인코딩과의 호환을 위한 유니코드 호환 문자이다. 중국어 등 수직으로 쓰인 동아시아 문자에서 용이한 올바른 렌더링을 가능케 한다. 유니코드 표준은 명시적으로 이 문자의 사용을 자제할 것을 언급한다: 일반적인 경우에는 U+2109 ℉ degree fahrenheit를 한 번에 사용하는 대신 U+00B0 ° degree sign + U+0046 F latin capital letter f의 조합 °F를 사용할 것을 권고하고 있다. 검색 시에는 이 두 조합은 동일한 것으로 취급한다.

## 같이 보기
- 《화씨 451》
- 《화씨 9/11》
- 섭씨
- 켈빈
- 온도